# 후구타 사자에
후구타 사자에(일본어: フグ田 サザエ)는 사자에상의 주인공으로 24세의 여성이다. 원작 만화에서는 27세이며 이소노 가족의 장녀로 후쿠오카에서 11월 22일에 태어났다. 왈가닥에 덜렁대는 성격으로 극중에서도 동생 가쓰오와 자주 맞붙는 모습을 보인다. 시집을 갈 수 있을지 걱정했던 어머니 후네의 염려와는 달리 후구타 마스오와 결혼해 아들 다라오를 낳았다. 결혼 이전의 성은 이소노(磯野)이다. 사자에'는 한국어로 소라를, '이소노'의 '이소'(磯)는 물가, 바닷가를 의미한다.